# Бомбардування почнеться через п'ять хвилин

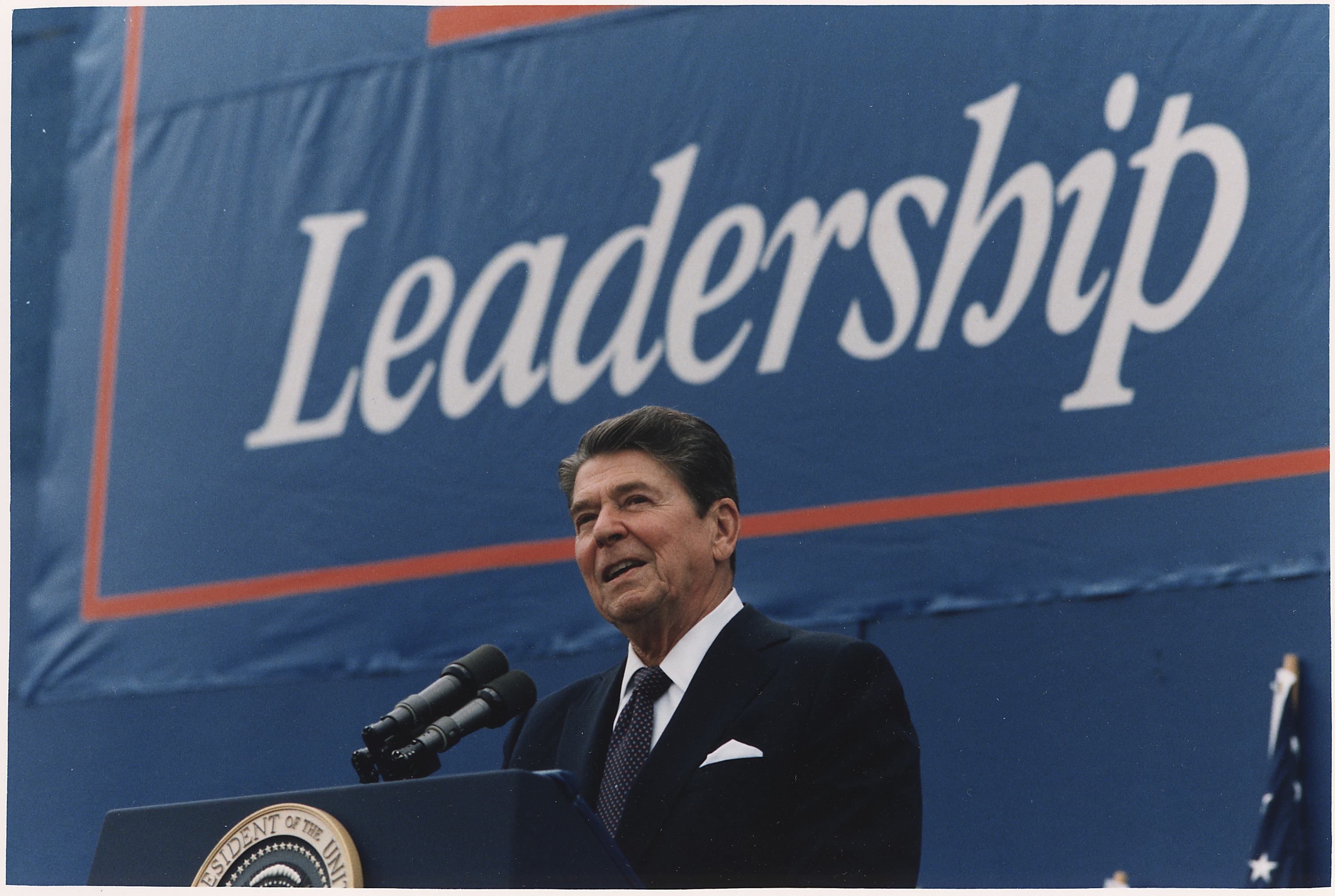
Рональд Рейган, 1984 рік

«Бомбардування почнеться через п'ять хвилин» (англ. We begin bombing in five minutes) — фрагмент жартівливої заяви, зробленої президентом США Рональдом Рейганом 11 серпня 1984 у своєму радіозверненні до американців під час холодної війни.

## Заява
11 серпня 1984 Рейган готувався до традиційного суботнього радіозвернення до американців. Виступ мав починатися словами:
|  | Мої співвітчизники американці, я радий повідомити, що сьогодні підписав указ, що дозволяє учням, що входять в релігійні групи, почати користуватися правом, якого у них не було занадто довго — свободу збиратися в державних середніх школах у позаурочні години, як це дозволено учням-учасникам інших груп. Оригінальний текст (англ.) My fellow Americans, I'm pleased to tell you that today I signed legislation that will allow student religious groups to begin enjoying a right they've too long been denied — the freedom to meet in public high schools during nonschool hours, just as other student groups are allowed to do. |

Проводячи перевірку мікрофону перед виступом, Рейган несподівано пожартував, змінивши свій текст:
|  | Мої співвітчизники американці, я радий повідомити вам сьогодні, що підписав указ про оголошення Росії поза законом на вічні часи. Бомбардування почнеться через п'ять хвилин. Оригінальний текст (англ.) My fellow Americans, I'm pleased to tell you today that I've signed legislation that will outlaw Russia forever. We begin bombing in five minutes. |

Жарт Рейгана став надбанням громадськості. Офіційна реакція СРСР була досить різкою і послідувала у вигляді заяви ТАСС:
|  | ТАСС уповноважений заявити, що в Радянському Союзі з осудом ставляться до безпрецедентно ворожого випаду президента США. Подібна поведінка несумісна з високою відповідальністю, яку несуть керівники держав, насамперед тих, які володіють ядерною зброєю, за долі своїх народів, за долі людства. Оригінальний текст (рос.) ТАСС уполномочен заявить, что в Советском Союзе с осуждением относятся к беспрецедентно враждебному выпаду президента США. Подобное поведение несовместимо с высокой ответственностью, которую несут руководители государств, прежде всего обладающих ядерным оружием, за судьбы собственных народов, за судьбы человечества. |

Іноді висловлюються припущення, що Рейган зробив заяву з розрахунком на її оприлюднення, хоча підтверджень цьому немає. Слід зазначити, що до 1984 року міжнародні обставини досягла одного з піків напруженості після Другої світової війни, а в США в листопаді мали відбутися чергові президентські вибори, на яких Рейган балотувався на другий термін.
Один із журналістів згадував:
Радянська пропаганда вичавила тоді максимум можливого з цього жарту штатівського лідера. Я досі пам'ятаю жах, що охопив мене, першокласника, коли дорослі дядьки з посиланням на Рейгана повідомили, що атомна війна може початися хоч завтра.
Рейган не вперше жартував подібним чином при перевірці мікрофону. Так, 9 жовтня 1982 він почав своє звернення випадом:
|  | Вчора польський уряд, військовий диктаторський режим, купа недолугих паршивих бомжів... Оригінальний текст (англ.) Yesterday the Polish government, a military dictatorship, a bunch of no-good lousy bums... |